# Eddy Courthéoux
Eddy Courthéoux (né le 20 mars 1944) est un homme politique belge sous la bannière du Parti socialiste belge occupant la fonction de Président de la section locale de Schaerbeek. Lors de l'ancienne majorité MR-ECOLO-PS (de 2000 à 2006) il était Président du Foyer Schaerbeekois, une Société immobilière de service public de Schaerbeek. Il assume encore aujourd'hui la fonction de Conseiller communal d'opposition à Schaerbeek.
Eddy Courthéoux était 2e de la liste pour les élections communales du 8 octobre 2006, il a obtenu 645 voix de préférence, selon les instances du PS et il était prévu qu'il assumerait la fonction de Bourgmestre Faisant fonction pendant deux années si la ministre et tête de liste Laurette Onkelinx parvient à prendre la majorité lors de ses communales, ce qui ne fut pas le cas.
Initiateur d'un changement du 'PS DUNES' vers le 'PS de Schaerbeek'. 
après 20 ans en tant que directeur général d'Actiris, Eddy Courthéoux prend sa retraite. Son adjoint Emiel Meert assure l’intérim . 

## Fonctions politiques
- Conseiller communal de Schaerbeek
- Jusqu'en 2010, il fut Directeur Général de l'Office Régional Bruxellois de l'emploi (Actiris)